# Sankt Andrä am Zicksee
Sankt Andrä am Zicksee (en húngaro: Mosonszentandrás) es una ciudad localizada en el Distrito de Neusiedl am See, estado de Burgenland, Austria.
- Datos: Q661403
- Multimedia: Sankt Andrä am Zicksee / Q661403

1. ↑  Worldpostalcodes.org, código postal n.º 7161.